# Złożoność pesymistyczna
Złożoność pesymistyczna określa złożoność w „najgorszym” przypadku. Jeśli {\displaystyle D} oznacza zbiór wszystkich możliwych danych wejściowych, {\displaystyle d} jeden z elementów tego zbioru, a {\displaystyle f} funkcję, która dla danego {\displaystyle d} zwraca liczbę operacji, to złożoność pesymistyczna jest zdefiniowana jako: {\displaystyle \sup\{f(d):d\in D\}}.
Pesymistyczna złożoność czasowa, oznaczana W() (od ang. “worst”) to funkcja wyrażająca kres górny możliwej liczby operacji dominujących dla ustalonego rozmiaru danych (wariant pesymistyczny). Wyraża liczbę wykonanych operacji dominujących w najgorszym (pesymistycznym) przypadku.
W przypadku złożoności obliczeniowej algorytmu złożoność pesymistyczna O() jest ilością zasobów (np. czasu lub dodatkowej pamięci) potrzebnych do wykonania algorytmu przy założeniu najbardziej złośliwych lub najgorszych danych.